# کیم دربی
کیم دربی (انگلیسی: Kim Darby؛ زادهٔ ۸ ژوئیهٔ ۱۹۴۷) یک هنرپیشه اهل ایالات متحده آمریکا است. از فیلم‌های او می‌توان به شجاعت واقعی، همان بهتر که بمیرم، گرگ نوجوان ۲ و مرغ مقلد آواز نخوان اشاره نمود.